# 約翰內斯堡太陽酒店
約翰內斯堡太陽酒店，是位於南非約翰內斯堡中心商業區的廢棄雙塔摩天大樓酒店。

## 歷史
1970年，圖爾曼塔（Tollman Towers）酒店興建一座較小的22層高塔，由著名的酒店經營者斯坦利·圖爾曼擁有。

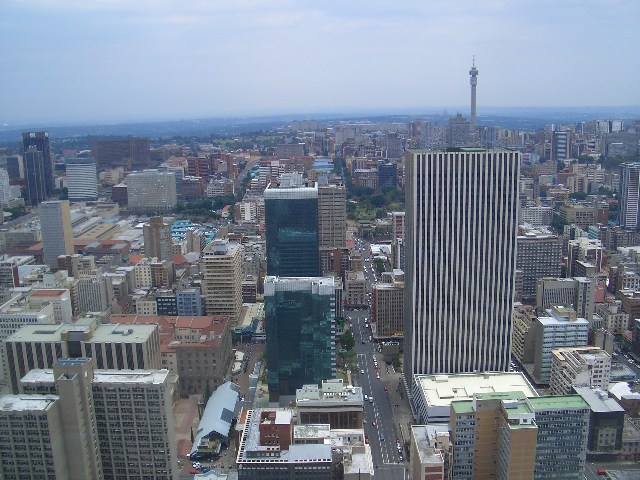
約翰內斯堡太陽酒店為中間的藍色玻璃建築群。前方較矮的塔於1970年建成，其後方的高塔則在1985年建成。

1980年代初，索爾·凱茲納爾旗下的南方太陽酒店購買該物業，並以1億蘭特將其完全重建。重建後在旁邊增加一座40層的主塔，通過一個設有游泳池與跑道的四層平台與舊建築相連。1985年，該建築群重新開放，作為約翰內斯堡太陽與塔（Johannesburg Sun and Towers）的672間客房。
隨著鄰近地區的衰敗，這家豪華酒店被改建為花園庭院假日酒店，僅剩270間客房。但由於中心商業區內對酒店的需求不足，酒店最終於1998年9月完全關閉。2002年，該建築群作為斯坦格金城酒店（KwaDukuza eGoli Hotel）為關於可持續發展的地球峰會而重新開放，酒店名稱意為「黃金之城的聚會場所」。該酒店轉由馬克·懷特黑德旗下的懷特黑德企業擁有，期間曾接待過共2,000名警察，但他們的住宿因酒店的謀殺案以及建築物物理系統的嚴重問題而受到影響。很快，酒店再次破產。目前該建築正在“封存”。

## 外部連結
- SkyscraperPage数据库中斯坦格金城酒店1座的数据

| 紀錄                | 紀錄                                                                              | 紀錄              |
| ------------------- | --------------------------------------------------------------------------------- | ----------------- |
| 前任： 標準銀行中心 | 約翰尼斯堡最高摩天大樓 140公尺 與信託銀行大廈同時為約堡最高摩天大樓 1970年–1973年 | 繼任： 桑勒姆中心 |
| 前任： 標準銀行中心 | 南非最高摩天大樓 140公尺 與信託銀行大廈同時為南非最高摩天大樓 1970年–1973年       | 繼任： 桑勒姆中心 |
| 前任： 標準銀行中心 | 非洲最高摩天大樓 140公尺 與信託銀行大廈同時為非洲最高摩天大樓 1970年–1973年       | 繼任： 桑勒姆中心 |